# Étienne Maurice Gérard
Étienne Maurice Gérard, Gérard grófja, (Damvillers, 1773. április 4.– Párizs, 1852. április 7.)  francia marsall, a napóleoni háborúk hadvezére, 1830-tól Franciaország marsallja. A 19. századi magyar sajtóban Gérard István Móric néven is szerepelt.

## Életpályája
Jean-Baptiste Bernadotte marsall szárnysegédeként, majd táborkari főnökeként 1796-tól 1806-ig különböző európai országokban harcolt. 1807-ben Jénánál, 1809-ben Wagramnál küzdött, 1810-ben Spanyolországban harcolt.
1812-ben dandártábornokként Napóleon oroszországi hadjáratában, 1813-ban pedig Lützennél és Bautzennél harcolt.
1814-ben XVIII. Lajos királyhoz szegődött, a visszatérő császár száz napos uralma alatt azonban ismét csatlakozott Napóleonhoz, és részt vett a győzelemmel végződött lignyi csatában.
A Bourbonok restaurációja után elhagyta Franciaországot, de 1817-ben engedélyt kapott a visszatérésre. Röviddel utána beválasztották a képviselőházba, ahol az ellenzékkel szavazott.
1830-ban részt vett a júliusi forradalomban és augusztustól novemberig Lajos Fülöp király hadügyminisztere volt. 1830. augusztus 17-én a király Franciaország marsalljává nevezte ki, és Franciaország pairjévé emelte. 1831-ben a holland királyi csapatokat űzte ki a felkelt Belgiumból, 1832-ben pedig Antwerpent megadásra kényszerítette.
Szembetegsége miatt 1842-ben nyugállományba vonult.